# 크립토아나키즘
크립토아나키즘(Crypto-anarchism) 또는 사이버아나키즘(Cyberanarchism)은 컴퓨터 네트워크 상의 암호화 기술을 통하여 프라이버시와 정치, 경제적 자유를 옹호하고자 하는 우익 자유지상주의적 이념이다. 1988년 티모시 C. 메이(Timothy C. May)가 완전한 익명성, 완전한 언론의 자유, 완전한 거래의 자유를 주장하며 창안하여 1992년 사이버펑크 운동 모임에서 발표했다. 이들은 정부의 온라인 상의 대중감시 등에 강력하게 반대한다. 아나코자본주의의 일종으로 여겨진다.

## 같이 보기
- 다크넷
- 사이버펑크
- 짐 벨
- 기술 자유지상주의